# خورخي غوميز فيلهو
خورخي غوميز فيلهو هو لاعب كرة قدم برازيلي في مركز الهجوم، ولد في 18 مايو 1954 في ريو دي جانيرو في البرازيل. لعب مع سبورتينغ براغا ونادي بنفيكا ونادي بوافيشتا ونادي فاسكو دا غاما.

## وصلات خارجية
- خورخي غوميز فيلهو على موقع قاعدة بيانات كرة القدم.إي يو (الإنجليزية)